# Mones Quintela
Mones Quintela és una localitat del departament d'Artigas, al nord de l'Uruguai. Es troba a l'oest del departament, dins del sector 7. Limita a l'oest amb el riu Uruguai i al nord amb el rierol Itacumbú. Al sud-est limita amb Cainsa i Tomás Gomensoro.

## Població
Segons les dades del cens de 2004, Mones Quintela tenia una població aproximada de 601 habitants.
| Any  | Població |
| ---- | -------- |
| 1963 | -        |
| 1975 | -        |
| 1985 | -        |
| 1996 | 616      |
| 2004 | 601      |
| 2011 | 531      |

Font: Institut Nacional d'Estadística de l'Uruguai